# Persone di nome María
| Questa pagina contiene informazioni ricavate automaticamente dalle voci biografiche con l'ausilio del template Bio e di un bot. L'aggiornamento è periodico e automatico e ricostruisce completamente la pagina. Se manca una persona in questa lista, sei pregato di non aggiungerla, ma accertati piuttosto che la sua voce biografica contenga il template Bio e che i dati anagrafici siano correttamente compilati. Se il template Bio manca, inseriscilo tu stesso o, in alternativa, metti l'avviso {{tmp\|Bio}} che ne segnala la mancanza. Se i dati riportati sono sbagliati, correggi direttamente la voce biografica; le modifiche saranno visibili in questa lista entro pochi giorni. Per chiarimenti vedi il progetto antroponimi. La lista contiene solo le 489 persone che sono citate nell'enciclopedia e per le quali è stato implementato correttamente il template Bio. Pagina aggiornata al 6 ago 2025. |

Questa è una lista di persone presenti nell'enciclopedia che hanno il nome María, suddivise per attività principale.

## Allenatrici di pallacanestro(1)
- María Planas, allenatrice di pallacanestro spagnola (Barcellona, n. 1936)

## Allenatrici di tennis(2)
- Mary Joe Fernández, allenatrice di tennis e ex tennista statunitense (Santo Domingo, n. 1971)
- María José Gaidano, allenatrice di tennis e ex tennista argentina (Buenos Aires, n. 1973)

## Altiste(2)
- María Fernanda Murillo, altista colombiana (Turbo, n. 1999)
- Romary Rifka, ex altista messicana (Poza Rica, n. 1970)

## Antropologhe(1)
- Marcela Lagarde, antropologa e politica messicana (Città del Messico, n. 1948)

## Aracnologhe(1)
- María Elena Galiano, aracnologa argentina (Buenos Aires, n. 1928 - Buenos Aires, † 2000)

## Archiviste(1)
- María Moliner, archivista e bibliotecaria spagnola (Paniza, n. 1900 - Madrid, † 1981)

## Assassine seriali(1)
- Yiya Murano, serial killer argentina (Corrientes, n. 1930 - Buenos Aires, † 2014)

## Astronome(1)
- María Teresa Ruiz, astronoma cilena (Santiago del Cile, n. 1946)

## Attiviste(6)
- María Fernanda Castro Maya, attivista messicana (Messico)
- María Galindo, attivista, conduttrice radiofonica e psicologa boliviana (La Paz, n. 1964)
- María Concepción Loperena, attivista colombiana (Valledupar, n. 1775 - † 1835)
- Adelina Otero-Warren, attivista e politica statunitense (Los Lunas, n. 1881 - Santa Fe, † 1965)
- María Ponce, attivista argentina (Tucumán, n. 1924 - Mar Argentino, † 1977)
- María Isabel Chorobik de Mariani, attivista argentina (San Rafael, n. 1923 - La Plata, † 2018)

## Attrici teatrali(6)
- María Bermejo, attrice teatrale spagnola (Siviglia, n. 1755 - Siviglia, † 1799)
- María Antonia Fernández, attrice teatrale spagnola (Motril, n. 1751 - Madrid, † 1787)
- María del Rosario Fernández, attrice teatrale spagnola (Siviglia, n. 1755 - Madrid, † 1803)
- María Guerrero, attrice teatrale spagnola (Madrid, n. 1867 - Madrid, † 1928)
- María de Navas, attrice teatrale italiana (Milano, n. 1666 - Madrid, † 1721)
- La Perricholi, attrice teatrale, cantante e ballerina peruviana (Lima, n. 1748 - Lima, † 1819)

## Avvocate(2)
- María Kóllia-Tsarouchá, avvocato e politica greca (Serres, n. 1958)
- María Dolores de Cospedal, avvocato e politica spagnola (Madrid, n. 1965)

## Bibliografe(1)
- Maria Teresa Freyre de Andrade, bibliografa e bibliotecaria cubana (St. Augustine, n. 1896 - L'Avana, † 1975)

## Biologhe(1)
- María de los Ángeles Alvariño González, biologa e oceanografa spagnola (Serantes, n. 1916 - La Jolla, † 2005)

## Calciatrici(15)
- Florencia Bonsegundo, calciatrice argentina (Morteros, n. 1993)
- Inmaculada Gabarro, calciatrice spagnola (Espartinas, n. 2002)
- Dolores Gallardo, calciatrice spagnola (Siviglia, n. 1993)
- María Pilar León, calciatrice spagnola (Saragozza, n. 1995)
- Victoria Losada, calciatrice spagnola (Terrassa, n. 1991)
- María Méndez, calciatrice spagnola (Oviedo, n. 2001)
- Ángeles Parejo, ex calciatrice spagnola (Terrassa, n. 1969)
- Mari Paz Vilas, calciatrice spagnola (Vilagarcía de Arousa, n. 1988)
- María Belén Potassa, calciatrice argentina (Cañada Rosquín, n. 1988)
- María Pérez Fernández, calciatrice spagnola (Gijón, n. 1987)
- María Asunción Quiñones, calciatrice spagnola (Hondarribia, n. 1996)
- María Isabel Rodríguez, calciatrice spagnola (Las Palmas de Gran Canaria, n. 1999)
- Maria Sánchez, calciatrice messicana (Nampa, n. 1996)
- María José Urrutia, calciatrice cilena (n. 1993)
- Catalina Usme, calciatrice colombiana (Marinilla, n. 1989)

## Canoiste(1)
- Teresa Portela, canoista spagnola (Cangas, n. 1982)

## Cantanti(37)
- Ximena Abarca, cantante e attrice cilena (Santiago, n. 1981)
- Remedios Amaya, cantante spagnola (Siviglia, n. 1962)
- Ana Belén, cantante e attrice spagnola (Madrid, n. 1951)
- Ana Gabriel, cantante messicana (Guamúchil, n. 1955)
- Eva Ayllón, cantante e compositrice peruviana (Lima, n. 1956)
- Maria Barrientos, cantante spagnola (Barcellona, n. 1884 - Ciboure, † 1946)
- Conchita Bautista, cantante e attrice spagnola (Siviglia, n. 1936)
- María Becerra, cantante e youtuber argentina (Quilmes, n. 2000)
- Luz Casal, cantante spagnola (Boimorto, n. 1958)
- Chenoa, cantante argentina (Mar del Plata, n. 1975)
- Rocío Dúrcal, cantante e chitarrista spagnola (Madrid, n. 1944 - Torrelodones, † 2006)
- Fey, cantante messicana (Città del Messico, n. 1973)
- Lola Flores, cantante, ballerina e attrice spagnola (Jerez de la Frontera, n. 1923 - Alcobendas, † 1995)
- Alaska, cantante, attrice e conduttrice televisiva messicana (Città del Messico, n. 1963)
- Bella Dorita, cantante e ballerina spagnola (Cuevas del Almanzora, n. 1901 - Barcellona, † 2001)
- Lolita Flores, cantante, attrice e conduttrice televisiva spagnola (Madrid, n. 1958)
- Jaya, cantante filippina (Manila, n. 1970)
- Rosa de Castilla, cantante e attrice messicana (Guadalajara, n. 1932 - Città del Messico, † 2022)
- Karina, cantante spagnola (Jaén, n. 1945)
- Malú, cantante spagnola (Madrid, n. 1982)
- Vanesa Martín, cantante spagnola (Malaga, n. 1980)
- María Isabel, cantante, attrice e conduttrice televisiva spagnola (Ayamonte, n. 1995)
- Massiel, cantante spagnola (Madrid, n. 1947)
- Conchita, cantante spagnola (Helsinki, n. 1981)
- Gaby Moreno, cantante guatemalteca (Città del Guatemala, n. 1981)
- Isabel Pantoja, cantante e attrice spagnola (Siviglia, n. 1956)
- Niña Pastori, cantante spagnola (San Fernando, n. 1978)
- Guadalupe Pineda, cantante messicana (Guadalajara, n. 1955)
- María Dolores Pradera, cantante e attrice spagnola (Madrid, n. 1924 - Madrid, † 2018)
- Young Miko, cantante e rapper portoricana (Añasco, n. 1997)
- María Rivas, cantante e chitarrista venezuelana (Caracas, n. 1960 - Miami, † 2019)
- Melody, cantante, chitarrista e ballerina spagnola (Dos Hermanas, n. 1990)
- Salomé, cantante spagnola (Barcellona, n. 1939)
- Pastora Soler, cantante spagnola (Coria del Río, n. 1978)
- La Terremoto de Alcorcón, cantante, attrice e comica spagnola (Madrid, n. 1977)
- María del Monte, cantante spagnola (Siviglia, n. 1962)
- María Ólafsdóttir, cantante e attrice islandese (Blönduós, n. 1993)

## Cantautrici(7)
- Bebe, cantautrice e attrice spagnola (Valencia, n. 1978)
- Chabuca Granda, cantautrice e poetessa peruviana (Cotabambas, n. 1920 - Miami, † 1983)
- Natalia Lafourcade, cantautrice messicana (Città del Messico, n. 1984)
- María José, cantautrice e attrice messicana (Città del Messico, n. 1976)
- María Peláe, cantautrice spagnola (Malaga, n. 1990)
- Rozalén, cantautrice, chitarrista e scrittrice spagnola (Albacete, n. 1986)
- Zahara, cantautrice spagnola (Úbeda, n. 1983)

## Cicliste su strada(1)
- María Isabel Moreno, ex ciclista su strada spagnola (Ribes de Freser, n. 1981)

## Collezioniste d'arte(1)
- Carmen Cervera, collezionista d'arte, ex modella e attrice spagnola (Sitges, n. 1943)

## Compositrici(1)
- María Grever, compositrice e paroliera messicana (Città del Messico, n. 1894 - New York, † 1951)

## Condottiere(1)
- Gabriela Silang, condottiera, patriota e rivoluzionaria filippina (Santa, n. 1731 - Vigan, † 1763)

## Designer(1)
- Juliana Awada, designer e imprenditrice argentina (Villa Ballester, n. 1974)

## Discobole(1)
- María Betancourt, ex discobola cubana (L'Avana, n. 1947)

## Drammaturghe(1)
- María Irene Fornés, drammaturga cubana (L'Avana, n. 1930 - New York, † 2018)

## Esploratrici(1)
- María de Estrada, esploratrice spagnola

## Filantrope(1)
- Consuelo Yznaga, filantropa statunitense (New York, n. 1853 - Londra, † 1909)

## Filologhe(3)
- María Rosa Lida de Malkiel, filologa classica e grecista argentina (Buenos Aires, n. 1910 - Oakland, † 1962)
- María Goyri, filologa e critica letteraria spagnola (Madrid, n. 1873 - Madrid, † 1954)
- María de las Nieves Muñiz Muñiz, filologa, traduttrice e italianista spagnola (León, n. 1945)

## Filosofe(2)
- María Zambrano, filosofa e saggista spagnola (Vélez-Málaga, n. 1904 - Madrid, † 1991)
- María Isidra de Guzmán y de la Cerda, filosofa e traduttrice spagnola (Madrid, n. 1767 - Cordova, † 1803)

## First lady(1)
- María Michelsen de López, first lady colombiana (Bogotá, n. 1890 - Bogotá, † 1949)

## Fisiche(2)
- Maisa Rojas, fisica, climatologa e politica cilena (Temuco, n. 1972)
- María Salguero Bañuelos, geofisica e attivista messicana (Città del Messico, n. 1978)

## Fondiste(1)
- María Ntánou, fondista greca (Veria, n. 1990)

## Giavellottiste(1)
- María Caridad Colón, ex giavellottista cubana (Baracoa, n. 1958)

## Giocatrici di beach volley(1)
- María Eugenia Nieto, giocatrice di beach volley uruguaiana (Montevideo, n. 1986)

## Giocatrici di football americano(1)
- María del Mar Hernández Vitorique, giocatrice di football americano spagnola

## Giocatrici di softball(1)
- María Soto, giocatrice di softball e dirigente sportiva venezuelana (Valencia, n. 1978)

## Giornaliste(9)
- Carmen Aristegui, giornalista, conduttrice televisiva e conduttrice radiofonica messicana (Città del Messico, n. 1964)
- Maite Carpio, giornalista, regista e produttrice cinematografica spagnola (Madrid, n. 1967)
- María Casado, giornalista e conduttrice televisiva spagnola (Barcellona, n. 1978)
- María Teresa Castillo, giornalista, attivista e politica venezuelana (Cúa, n. 1908 - Caracas, † 2012)
- María Antonia Iglesias, giornalista spagnola (Ourense, n. 1945 - Vigo, † 2014)
- Paloma Gómez Borrero, giornalista e scrittrice spagnola (Madrid, n. 1934 - Madrid, † 2017)
- Ángela Rodicio, giornalista spagnola (Ribadavia, n. 1963)
- María Spyráki, giornalista e politica greca (Larissa, n. 1965)
- Menchu Álvarez del Valle, giornalista spagnola (Santander, n. 1928 - Ribadesella, † 2021)

## Giuriste(2)
- Arancha González, giurista e politica spagnola (San Sebastián, n. 1969)
- Soraya Sáenz de Santamaría, giurista, avvocato e politica spagnola (Valladolid, n. 1971)

## Hockeiste su prato(6)
- Magdalena Aicega, ex hockeista su prato argentina (Buenos Aires, n. 1973)
- Noel Barrionuevo, hockeista su prato argentina (Martínez, n. 1984)
- Silvina D'Elía, hockeista su prato argentina (Mendoza, n. 1986)
- Mercedes Margalot, ex hockeista su prato argentina (Buenos Aires, n. 1975)
- Josefina Sruoga, hockeista su prato argentina (Buenos Aires, n. 1990)
- Belén Succi, hockeista su prato argentina (Buenos Aires, n. 1985)

## Imprenditrici(2)
- María Asunción Aramburuzabala, imprenditrice messicana (Città del Messico, n. 1963)
- Carmen Lomana, imprenditrice spagnola (León, n. 1948)

## Incisori(1)
- María Carmen Portela, incisore e scultrice argentina (Buenos Aires, n. 1898 - † 1983)

## Insegnanti(4)
- Pilar Alegría, docente e politica spagnola (Saragozza, n. 1977)
- Isabel Celaá, docente e politica spagnola (Bilbao, n. 1949)
- Guadalupe Ortiz de Landázuri, insegnante spagnola (Madrid, n. 1916 - Pamplona, † 1975)
- María Ascensión Romero, insegnante e missionario spagnolo (Tudela, n. 1960)

## Judoka(1)
- Isabel Fernández, ex judoka spagnola (Alicante, n. 1972)

## Linguiste(1)
- Teresa Moure, linguista e scrittrice spagnola (Monforte de Lemos, n. 1969)

## Magistrate(1)
- Margarita Robles, giudice e politica spagnola (León, n. 1956)

## Magistrati(1)
- Pilar Llop, magistrato e politica spagnola (Madrid, n. 1973)

## Marciatrici(5)
- María Cruz Díaz, ex marciatrice spagnola (n. 1969)
- María Guadalupe González, marciatrice messicana (Città del Messico, n. 1989)
- María Pérez, marciatrice spagnola (Orce, n. 1996)
- María Reyes Sobrino, ex marciatrice spagnola (n. 1967)
- María Vasco, marciatrice spagnola (Barcellona, n. 1975)

## Matematiche(1)
- Maria Wonenburger, matematica spagnola (Oleiros, n. 1927 - La Coruña, † 2014)

## Mecenati(1)
- Maya Picasso, mecenate francese (Boulogne-Billancourt, n. 1935 - Neuilly-sur-Seine, † 2022)

## Mezzofondiste(3)
- María Pía Fernández, mezzofondista uruguaiana (Trinidad, n. 1995)
- María Forero, mezzofondista spagnola (Huelva, n. 2003)
- Mayte Martínez, mezzofondista spagnola (Valladolid, n. 1976)

## Mezzosoprani(1)
- María José Montiel, mezzosoprano spagnolo (Madrid, n. 1968)

## Missionarie(1)
- Carmen Hernández, missionaria spagnola (Ólvega, n. 1930 - Madrid, † 2016)

## Mistiche(1)
- María Esperanza de Bianchini, mistica venezuelana (Barrancas, n. 1928 - Contea di Ocean, † 2004)

## Modelle(26)
- María José Alvarado, modella honduregna (Santa Bárbara, n. 1995 - Cablotales, † 2014)
- María José Besora, modella spagnola (Algezares, n. 1977)
- Maye Brandt, modella venezuelana (Caracas, n. 1961 - Baruta, † 1982)
- Fernanda Cornejo, modella ecuadoriana (Quito, n. 1989)
- María Antonieta Cámpoli, modella venezuelana (Isola del Liri, n. 1955)
- María de las Casas, modella venezuelana (Caracas, n. 1942 - † 2013)
- Gaby Espino, modella, attrice e conduttrice televisiva venezuelana (Caracas, n. 1977)
- Lola Forner, modella e attrice spagnola (Alicante, n. 1960)
- María Teresa Francville, modella italiana (Santo Domingo, n. 1987)
- María Eugenia Henríquez Girón, modella spagnola
- María Gabriela Isler, modella venezuelana (Valencia, n. 1988)
- Lupita Jones, modella messicana (Mexicali, n. 1967)
- María Julia Mantilla, modella e sportiva peruviana (Trujillo, n. 1984)
- Britt Nichols, modella e attrice portoghese (Guarda, n. 1950)
- María Rosa Pérez, modella spagnola (n. 1944)
- Olivia Pinheiro, modella colombiana (Andrés Ibáñez, n. 1983)
- Isabel Preysler, modella filippina (Manila, n. 1951)
- Susana Rivadeneira, modella ecuadoriana (Quito, n. 1979)
- Inés Rivero, modella argentina (Córdoba, n. 1975)
- Amparo Rodrigo, modella spagnola
- Belén Rodríguez, modella, conduttrice televisiva e showgirl argentina (Buenos Aires, n. 1984)
- María Jesús Ruiz, modella spagnola (Andújar, n. 1982)
- Liz Solari, modella, attrice e conduttrice televisiva argentina (Barranquilla, n. 1983)
- María José Suárez, modella spagnola (Coria del Río, n. 1975)
- María José Ulla, modella spagnola (n. 1946 - Madrid, † 2022)
- María José Yéllici, modella venezuelana (Madrid, n. 1945)

## Multipliste(1)
- María Vicente, multiplista e triplista spagnola (L'Hospitalet de Llobregat, n. 2001)

## Nobildonne(16)
- María Enríquez de Luna, nobildonna spagnola († 1539)
- María Manuela Kirkpatrick, nobildonna spagnola (Malaga, n. 1794 - Carabanchel, † 1879)
- María Maximiliana Manrique de Lara y Briceño, nobildonna spagnola (Praga, † 1608)
- María Luisa Manrique de Lara y Gonzaga, nobildonna spagnola (Paredes de Nava, n. 1649 - Bergamo, † 1721)
- María Inés Manrique de Lara y Manrique Enríquez, nobildonna spagnola († 1679)
- María del Pilar de Portugal, nobildonna spagnola (Madrid, n. 1776 - Orihuela, † 1835)
- María Esperanza Manuel de Villena, nobildonna spagnola (Madrid, n. 1855 - Cheles, † 1935)
- María Isabel Manuel de Villena, nobildonna spagnola (Madrid, n. 1850 - Madrid, † 1929)
- María Díaz de Haro, nobildonna spagnola (n. 1270 - Perales, † 1342)
- María de Mendoza y Sarmiento, nobildonna spagnola (Castrojeriz - Valladolid, † 1587)
- María Osorio y Pimentel, nobildonna spagnola (Madrid, n. 1498 - Napoli, † 1539)
- Carmen Polo, I signora di Meirás, nobildonna spagnola (Oviedo, n. 1900 - Madrid, † 1988)
- María Josefa Pimentel, duchessa di Osuna, nobildonna spagnola (Madrid, n. 1750 - Madrid, † 1834)
- María de Salinas, nobildonna spagnola († 1539)
- María de la Concepción y Bellonio Pignatelli de Aragon, nobildonna spagnola (Madrid, n. 1824 - † 1859)
- María de los Cobos Sarmiento de Mendoza, nobildonna spagnola (Sabiote, n. 1538 - Sessa Aurunca, † 1578)

## Nobili(6)
- Cayetana Fitz-James Stuart, nobile spagnola (Madrid, n. 1926 - Siviglia, † 2014)
- Carmen Franco, I duchessa di Franco, nobile spagnola (Oviedo, n. 1926 - Madrid, † 2017)
- María Guillén de Guzmán, nobile spagnola (n. 1205 - Alcocer, † 1262)
- María del Carmen Martínez-Bordiú y Franco, nobile spagnola (Madrid, n. 1951)
- María Manuela Pignatelli de Aragón y Gonzaga, nobile spagnola (Fuentes de Ebro, n. 1753 - Madrid, † 1816)
- María Francisca de Sales de Portocarrero, nobile spagnola (Granada, n. 1825 - Parigi, † 1860)

## Nuotatrici(6)
- María Elena Giusti, nuotatrice artistica venezuelana (Maracaibo, n. 1968)
- Carmen Juárez, nuotatrice artistica spagnola (n. 1997)
- María Peláez, ex nuotatrice spagnola (Malaga, n. 1977)
- María Teresa Ramírez, ex nuotatrice messicana (Città del Messico, n. 1954)
- María Luisa Souza, ex nuotatrice messicana (Città del Messico, n. 1941)
- María Vilas Vidal, nuotatrice spagnola (Ribeira, n. 1996)

## Pallanuotiste(2)
- Maica García Godoy, pallanuotista spagnola (Sabadell, n. 1990)
- María del Pilar Peña, pallanuotista spagnola (Madrid, n. 1986)

## Pallavoliste(6)
- María Escoto, ex pallavolista, dirigente sportiva e allenatrice di pallavolo portoricana (San Juan, n. 1991)
- María Isabel Fernández, pallavolista spagnola (Siviglia, n. 1982)
- María Fernanda López, pallavolista portoricana (n. 2000)
- Margarita Martínez, pallavolista colombiana (Cali, n. 1995)
- María Schlegel, pallavolista spagnola (Valladolid, n. 1993)
- María Segura, pallavolista spagnola (Barcellona, n. 1992)

## Pedagogiste(1)
- María de Maeztu, pedagoga e umanista spagnola (Vitoria, n. 1881 - Mar del Plata, † 1948)

## Pesiste(2)
- María Fernanda Orozco, pesista messicana (Mexicali, n. 1998)
- María Elena Sarría, ex pesista cubana (Cienfuegos, n. 1954)

## Pianiste(1)
- Martha Argerich, pianista argentina (Buenos Aires, n. 1941)

## Pilote automobilistiche(1)
- María de Villota, pilota automobilistica spagnola (Madrid, n. 1979 - Siviglia, † 2013)

## Pilote motociclistiche(1)
- María Herrera, pilota motociclistica spagnola (Toledo, n. 1996)

## Pittrici(5)
- María Blanchard, pittrice spagnola (Santander, n. 1881 - Parigi, † 1932)
- María Freire, pittrice, scultrice e critica d'arte uruguaiana (Montevideo, n. 1917 - Montevideo, † 2015)
- María Izquierdo, pittrice messicana (San Juan de los Lagos, n. 1902 - Città del Messico, † 1955)
- María Tomasa de Palafox, pittrice spagnola (Madrid, n. 1780 - Napoli, † 1835)
- Remedios Varo, pittrice spagnola (Anglès, n. 1908 - Città del Messico, † 1963)

## Poetesse(4)
- María Raquel Adler, poetessa e mistica argentina (Buenos Aires, † 1974)
- María Enriqueta Betnaza, poetessa argentina (Coronel Suárez, n. 1906 - Buenos Aires, † 2005)
- María Enriqueta Camarillo, poetessa, romanziera e traduttrice messicana (Coatepec, n. 1872 - Città del Messico, † 1968)
- María Sabina, poetessa messicana (Huautla de Jiménez, n. 1894 - Huautla de Jiménez, † 1985)

## Politiche(36)
- Verónica Abad, politica e imprenditrice ecuadoriana (Cuenca, n. 1976)
- Isabel Allende Bussi, politica cilena (Santiago del Cile, n. 1945)
- María Jesús Aramburu del Río, politica spagnola (Siviglia, n. 1951)
- María Consuelo Araújo Castro, politica e diplomatica colombiana (Valledupar, n. 1971)
- Rita Barberá, politica spagnola (Valencia, n. 1948 - Madrid, † 2016)
- Soledad Becerril, politica spagnola (Madrid, n. 1944)
- María Ignacia Benítez, politica e ingegnera cilena (Viña del Mar, n. 1958 - Santiago del Cile, † 2019)
- Maru Campos, politica messicana (Chihuahua, n. 1975)
- María José Catalá, politica spagnola (Valencia, n. 1981)
- Cristina Cifuentes, politica e avvocato spagnola (Madrid, n. 1964)
- María Fernanda Espinosa, politica, diplomatica e poetessa ecuadoriana (Salamanca, n. 1964)
- Cuca Gamarra, politica e avvocata spagnola (Logroño, n. 1974)
- María Guardiola, politica e funzionaria spagnola (Cáceres, n. 1978)
- María Izquierdo Rojo, politica, filologa e sindacalista spagnola (Oviedo, n. 1946)
- Tere Jiménez, politica messicana (Valle de Bravo, n. 1984)
- Mara Lezama, politica e giornalista messicana (Città del Messico, n. 1968)
- María Corina Machado, politica, ingegnere e attivista venezuelana (Caracas, n. 1967)
- Reyes Maroto, politica e economista spagnola (Medina del Campo, n. 1973)
- Maite Pagazaurtundua, politica spagnola (Hernani, n. 1965)
- Adriana Peña, politica uruguaiana (Minas, n. 1964)
- Julia Pou, politica uruguaiana (Montevideo, n. 1947)
- Rosario Robles, politica e economista messicana (Città del Messico, n. 1956)
- María Eugenia Rodríguez Palop, politica e giurista spagnola (Llerena, n. 1970)
- María Isabel Rodríguez, politica e medica salvadoregna (San Salvador, n. 1922)
- Teresa Rodríguez, politica e filologa spagnola (Rota, n. 1981)
- Carmen Romero, politica spagnola (Siviglia, n. 1946)
- María de Lourdes Santiago, politica portoricana (Adjuntas, n. 1968)
- Carmela Silva, politica spagnola (Vigo, n. 1960)
- María Emilia Undurraga, politica e agronoma cilena (Santiago del Cile, n. 1975)
- María Isabel Urrutia, politica, ex pesista e ex discobola colombiana (Candelaria, n. 1965)
- Elena Valenciano, politica spagnola (Madrid, n. 1960)
- María Eugenia Vidal, politica argentina (Buenos Aires, n. 1973)
- Fernanda Villegas, politica cilena (Antofagasta, n. 1963)
- María Begoña Yarza, politica e medica cilena (Rengo, n. 1964)
- María José Zaldívar, politica e avvocata cilena (n. 1975)
- María del Mar Blanco, politica spagnola (Ermua, n. 1974)

## Principesse(4)
- Mercedes d'Orléans, principessa spagnola (Madrid, n. 1860 - Madrid, † 1878)
- Maria Mercedes di Borbone-Due Sicilie, principessa spagnola (Madrid, n. 1910 - Lanzarote, † 2000)
- Maria de los Dolores di Borbone-Due Sicilie, principessa spagnola (Madrid, n. 1909 - Madrid, † 1996)
- Maria de las Mercedes di Borbone-Spagna, principessa spagnola (Madrid, n. 1880 - Madrid, † 1904)

## Produttrici televisive(1)
- Cris Morena, produttrice televisiva e sceneggiatrice argentina (Buenos Aires, n. 1956)

## Rapper(1)
- La Mala Rodríguez, rapper spagnola (Jerez de la Frontera, n. 1979)

## Registe(2)
- María Luisa Bemberg, regista cinematografica e sceneggiatrice argentina (Buenos Aires, n. 1922 - Buenos Aires, † 1995)
- María Novaro, regista e sociologa messicana (Città del Messico, n. 1951)

## Religiose(23)
- María Antonia Bandrés y Elósegui, religiosa spagnola (Tolosa, n. 1898 - Salamanca, † 1919)
- María Guadalupe García Zavala, religiosa messicana (Zapopan, n. 1878 - Guadalajara, † 1963)
- Teresita González Quevedo, religiosa spagnola (Madrid, n. 1930 - Madrid, † 1950)
- María del Carmen González-Ramos, religiosa spagnola (Antequera, n. 1834 - Antequera, † 1899)
- María Catalina Irigoyen Echegaray, religiosa spagnola (Pamplona, n. 1848 - Madrid, † 1918)
- María Pilar Izquierdo Albero, religiosa spagnola (Saragozza, n. 1906 - San Sebastián, † 1945)
- María Justa de Jesús, religiosa e mistica spagnola (La Victoria de Acentejo, n. 1667 - La Orotava, † 1723)
- Margarita María López de Maturana, religiosa spagnola (Bilbao, n. 1884 - Berriz, † 1934)
- María de Santo Domingo, religiosa e mistica spagnola (Aldeanueva de Santa Cruz)
- María Maravillas de Jesús, religiosa e mistica spagnola (Madrid, n. 1891 - Getafe, † 1974)
- María Ana Mogas Fontcuberta, religiosa spagnola (Corró d'Avall, n. 1827 - Fuencarral, † 1886)
- María Antonia de Paz y Figueroa, religiosa argentina (Villa Silípica, n. 1730 - Buenos Aires, † 1799)
- María Crescencia Pérez, religiosa argentina (San Martín, n. 1897 - Vallenar, † 1932)
- Mercedes Prat, religiosa spagnola (Barcellona, n. 1880 - Barcellona, † 1936)
- María Rafols Bruna, religiosa spagnola (Vilafranca del Penedès, n. 1791 - Saragozza, † 1853)
- María Emilia Riquelme y Zayas, religiosa spagnola (Granada, n. 1847 - Granada, † 1940)
- María Dolores Rodríguez Sopeña, religiosa spagnola (Vélez-Rubio, n. 1848 - Madrid, † 1918)
- María Romero Meneses, religiosa nicaraguense (Granada, n. 1902 - Las Peñitas, † 1977)
- Encarnación Rosal, religiosa guatemalteca (Quetzaltenango, n. 1815 - Tulcán, † 1886)
- María Isabel Salvat Romero, religiosa spagnola (Madrid, n. 1926 - Siviglia, † 1998)
- María Venegas de la Torre, religiosa messicana (Zapotlanejo, n. 1868 - Guadalajara, † 1959)
- María de León Bello y Delgado, religiosa spagnola (El Sauzal, n. 1643 - San Cristóbal de La Laguna, † 1731)
- Maria de la Cruz Nault, religiosa e mistica francese (Saint-Aignan-sur-Roë, n. 1901 - Laval, † 1999)

## Rivoluzionarie(1)
- Josefa Ortiz de Domínguez, rivoluzionaria messicana (Irapuato, n. 1774 - Città del Messico, † 1829)

## Rugbiste a 15(1)
- Alhambra Nievas, rugbista a 15, arbitro di rugby a 15 e ingegnere spagnola (Beas de Granada, n. 1983)

## Scacchiste(1)
- María Teresa Mora, scacchista cubana (L'Avana, n. 1902 - L'Avana, † 1980)

## Scenografe(1)
- María Clara Notari, scenografa, designer e attrice argentina (Buenos Aires)

## Schermitrici(8)
- María Blanco, schermitrice venezuelana (n. 1987)
- María Esther García, ex schermitrice cubana (n. 1954)
- María Laura Lede, ex schermitrice argentina
- María Martínez, schermitrice venezuelana (Ciudad Bolívar, n. 1983)
- María Belén Pérez, schermitrice argentina (San Nicolás de los Arroyos, n. 1985)
- Pilar Roldán, ex schermitrice messicana (Città del Messico, n. 1939)
- María Romano, ex schermitrice argentina (Buenos Aires, n. 1931)
- María Alicia Sinigaglia, ex schermitrice argentina (n. 1964)

## Sciatrici alpine(1)
- María José Rienda, ex sciatrice alpina spagnola (Granada, n. 1975)

## Sciatrici nautiche(1)
- María José Vélez, sciatrice nautica colombiana (n. 1995)

## Scrittrici(19)
- Carmen Amoraga, scrittrice e giornalista spagnola (Picanya, n. 1969)
- María Barbal, scrittrice spagnola (Tremp, n. 1949)
- María Dueñas, scrittrice spagnola (Puertollano, n. 1964)
- Espido Freire, scrittrice e saggista spagnola (Bilbao, n. 1974)
- Luz Gabás, scrittrice e politica spagnola (Monzón, n. 1968)
- Almudena Grandes, scrittrice spagnola (Madrid, n. 1960 - Madrid, † 2021)
- María Kodama, scrittrice e traduttrice argentina (Buenos Aires, n. 1937 - Buenos Aires, † 2023)
- María Teresa León, scrittrice spagnola (Logroño, n. 1903 - Madrid, † 1988)
- María Martínez Sierra, scrittrice, drammaturga e traduttrice spagnola (La Rioja, n. 1874 - Buenos Aires, † 1974)
- Teresa Wilms Montt, scrittrice e poetessa cilena (Viña del Mar, n. 1893 - Parigi, † 1921)
- María Rosa Oliver, scrittrice e attivista argentina (Buenos Aires, n. 1898 - Buenos Aires, † 1977)
- Josefina Plá, scrittrice, poetessa e ceramista spagnola (Isola di Lobos, n. 1903 - Asunción, † 1999)
- Magda Portal, scrittrice e poetessa peruviana (Barranco, n. 1900 - Lima, † 1989)
- Eugenia Rico, scrittrice spagnola (Oviedo, n. 1972)
- María Dhialma Tiberti, scrittrice argentina (La Plata, n. 1928 - San Isidro, † 1987)
- Maruja Torres, scrittrice e giornalista spagnola (Barcellona, n. 1943)
- María Elena Walsh, scrittrice, compositrice e commediografa argentina (Ramos Mejía, n. 1930 - Buenos Aires, † 2011)
- Carmen de Icaza, scrittrice e giornalista spagnola (Madrid, n. 1899 - Madrid, † 1979)
- María de Zayas, scrittrice spagnola (Madrid, n. 1590)

## Scultrici(1)
- María Lagunes, scultrice messicana (Angostillo, n. 1922 - Angostillo, † 2024)

## Showgirl(1)
- Charo, showgirl, cantante e attrice spagnola (Molina de Segura, n. 1951)

## Sociologhe(1)
- María Chivite, sociologa e politica spagnola (Cintruénigo, n. 1978)

## Sollevatrici(1)
- Alexandra Escobar, ex sollevatrice ecuadoriana (Esmeraldas, n. 1980)

## Soprani(4)
- María Bayo, soprano spagnolo (Fitero, n. 1961)
- Montserrat Caballé, soprano spagnolo (Barcellona, n. 1933 - Barcellona, † 2018)
- Ángeles Ottein, soprano, cantante e insegnante spagnola (Algete, n. 1895 - Madrid, † 1981)
- María José Siri, soprano uruguaiano (Canelones, n. 1976)

## Sovrane(1)
- María Teresa Mestre, sovrana cubana (Marianao, n. 1956)

## Storiche(2)
- María Rostworowski, storica peruviana (Barranco, n. 1915 - Lima, † 2016)
- María Rosa de Madariaga, storica spagnola (Madrid, n. 1937 - Madrid, † 2022)

## Supercentenarie(3)
- Maria Branyas, supercentenaria spagnola (San Francisco, n. 1907 - Olot, † 2024)
- Maria de Jesus, supercentenaria portoghese (Ourém, n. 1893 - Tomar, † 2009)
- María Capovilla, supercentenaria ecuadoriana (Guayaquil, n. 1889 - Guayaquil, † 2006)

## Tennistavoliste(1)
- María Xiao, tennistavolista portoghese (Calella, n. 1994)

## Tenniste(12)
- María Carlé, tennista argentina (Daireaux, n. 2000)
- María Eugenia Guzmán, tennista ecuadoriana (Guayaquil, n. 1945 - † 1996)
- María Irigoyen, tennista argentina (Buenos Aires, n. 1987)
- Florencia Labat, ex tennista argentina (Pergamino, n. 1971)
- María José Martínez Sánchez, ex tennista spagnola (Yecla, n. 1982)
- Camila Osorio, tennista colombiana (Cúcuta, n. 2001)
- María Paulina Pérez, tennista colombiana (Barranquilla, n. 1996)
- María Emilia Salerni, ex tennista argentina (Rafaela, n. 1983)
- María Antonia Sánchez Lorenzo, ex tennista spagnola (Salamanca, n. 1977)
- Mary Terán de Weiss, tennista argentina (Rosario, n. 1918 - Mar del Plata, † 1984)
- María Teresa Torró Flor, tennista spagnola (Villena, n. 1992)
- María Vento-Kabchi, ex tennista venezuelana (Caracas, n. 1974)

## Tuffatrici(1)
- María Sánchez, tuffatrice messicana (n. 2005)

## Velociste(1)
- María Belibasáki, velocista greca (San Nicolò, n. 1991)

## Violiniste(1)
- María Dueñas, violinista spagnola (Granada, n. 2002)

## Senza attività specificata(6)
- María Jesús Montero, medica e politica spagnola (Siviglia, n. 1966)
- Eugenia de Montijo, contessa (Granada, n. 1826 - Madrid, † 1920)
- María a Balteira, spagnola (Armea)
- María Quintanal, ex tiratrice a volo spagnola (n. 1969)
- María Noel Riccetto, ex ballerina e direttrice artistica uruguaiana (Montevideo, n. 1980)
- Maria de la Cabeza, spagnola (Uceda - Madrid)